# مدار مریخ‌همگام
مدار مریخ‌همگام (انگلیسی: Areosynchronous orbit) یا به اختصار ASO، نوعی مدار همگام برای ماهواره‌های پیرامون سیاره مریخ است. این مدارها معادل مریخی مدار زمین‌همگام (GSO) در پیرامون زمین هستند. پیشوند areo از نام آرس، خدای جنگ در اسطوره‌شناسی یونانی گرفته شده که معادل مارس در اسطوره‌شناسی روم است. واژه مورد استفاده در زبان یونانی نوین برای مارس Άρης (Áris) است.
مانند همه مدارهای همگام، مدار مریخ‌همگام نیز دارای تناوب مداری برابر با روز نجومی است. ماهواره در حال گردش در مدار مریخ‌هنگام لزوماً یک موقعیت ثابت در آسمان را آنطور که توسط یک ناظر در سطح مریخ مشاهده می‌شود، حفظ نمی‌کند؛ با این حال، چنین ماهواره ای هر روز مریخی به همان موقعیت ظاهری بازمی‌گردد.
ارتفاع مداری مورد نیاز برای حفظ یک مدار مریخ‌همگام حدود ۱۷٬۰۰۰ کیلومتر (۱۱٬۰۰۰ مایل) است. اگر قرار باشد ماهواره‌ای در مریخ‌همگام به عنوان پیوند رله ارتباطی استفاده شود، برد ارتباطات بین  ۱۷٬۰۰۰ تا ۲۰٬۰۰۰ کیلومتر (۱۱٬۰۰۰ تا ۱۲٬۰۰۰ مایل) را نسبت به نقاط مختلف قابل مشاهده روی سطح مریخ تجربه خواهد کرد.
یک مدار مریخ‌همگام استوایی (در همان صفحه استوای مریخ)، دایره‌ای و موافق‌گرد (چرخش حول محور مریخ در همان جهت با سطح سیاره) به‌نام مدار مریخ‌ایستا (AEO) شناخته می‌شود. برای ناظری در سطح مریخ، موقعیت یک ماهواره در مدار مریخ‌ایستا در یک موقعیت ثابت در آسمان ثابت به نظر می‌رسد. مدار مریخ‌ایستا معادل مدار زمین‌ایستا (GEO) برای زمین است.
اگرچه در حال حاضر ماهواره‌ای در مدار مریخ‌هنگام یا مدار مریخ‌ایستا وجود ندارد، ولی برخی از دانشمندان شبکه مخابراتی آینده را برای اکتشاف مریخ پیش‌بینی می‌کنند.